# 埃夫里克·格雷
埃夫里克·格雷（英語：Evric Gray，1969年12月13日—），美国NBA联盟前职业篮球运动员。